# Victor Berge

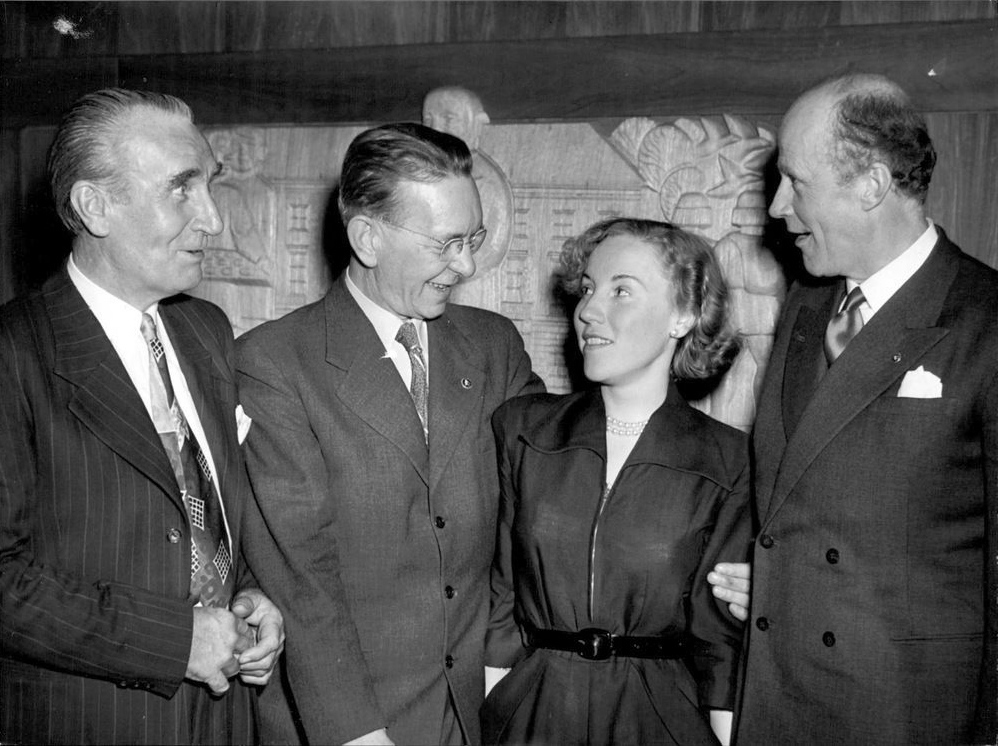
Victor Berge (längst till vänster) på utlandssvenskarnas årsmiddag på Hotell Gillet i Stockholm, 1951.

Per Johan Victor Berge, född 8 mars 1891 i Bollnäs, Gävleborgs län, död 4 maj 1974 i Vantörs församling, Stockholm
, var en svensk dykarpionjär
Han var framförallt verksam i början av 1900-talet och känd för sina skildringar av livet som pärlfiskare i boken Pärlfiskaren (1930). Berge författade även Faran är mitt liv (1953). Berge gick till sjöss efter faderns död.